# Orthomegas marechali
Orthomegas marechali är en skalbaggsart som först beskrevs av Bleuzen 1993. Orthomegas marechali ingår i släktet Orthomegas och familjen långhorningar.
Artens utbredningsområde är Panama. Inga underarter finns listade i Catalogue of Life.